# Atractus badius
Atractus badius — вид змій родини полозових (Colubridae). Мешкає в Південній Америці.

## Поширення і екологія
Atractus badius мешкають у Французькій Гвіані, Суринамі, на сході Гвіани і на північному сході Бразилії, можливо, також у Венесуелі. Вони живуть у вологих тропічних лісах, трапляються поблизу людських поселень. Зустрічаються на висоті до 300 м над рівнем моря. Ведуть нічний, наземний спосіб життя. Живляться дощовими черв'яками і яйцями. Відкладають від 3 до 5 яєць.